# Буртянська волость
Буртянська волость — історична адміністративно-територіальна одиниця Черкаського повіту Київської губернії з центром у містечку Бурти.
Станом на 1886 рік — складалася з 3 поселень, 3 сільських громад. Населення — 2807 осіб (1240 чоловічої статі та 1567 — жіночої), 406 дворових господарств.
|                     | Площа, десятин | У тому числі орної, десятин |
| ------------------- | -------------- | --------------------------- |
| Сільських громад    | 2050           | 2050                        |
| Приватної власності | 3926           | 3739                        |
| Іншої власності     | 104            | 93                          |
| Загалом             | 6080           | 5852                        |

Поселення волості:
- Бурти — колишнє власницьке містечко при річці Нікуда за 75 верст від повітового міста, 1161 особа, 200 дворів, православна церква, школа, 3 постоялих будинки, 5 лавок.
- Надточаївка — колишнє власницьке село при річці Сухий Ташлик, 1083 особи, 143 двори, православна церква, школа, 2 постоялих будинки.
- Сердегівка — колишнє власницьке село при річці Сухий Ташлик, 336 осіб, 63 двори, православна церква, школа, лавка, постоялий будинок.

Наприкінці ХІХ ст. волость було ліквідовано, територію у повному складі приєднано до В'язівської волості.